# Oxathres muscosus
Oxathres muscosus là một loài bọ cánh cứng trong họ Cerambycidae.